# 田村隆 (料理人)
田村 隆（たむら たかし、1957年11月30日 - 2020年12月22日）は、日本の料理人、「つきぢ田村」3代目。

## 来歴

### 生い立ち
「つきぢ田村」2代目田村暉昭の長男として生まれる。祖父は同初代田村平治。玉川大学文学部英米文学科を卒業。

### 料理人として

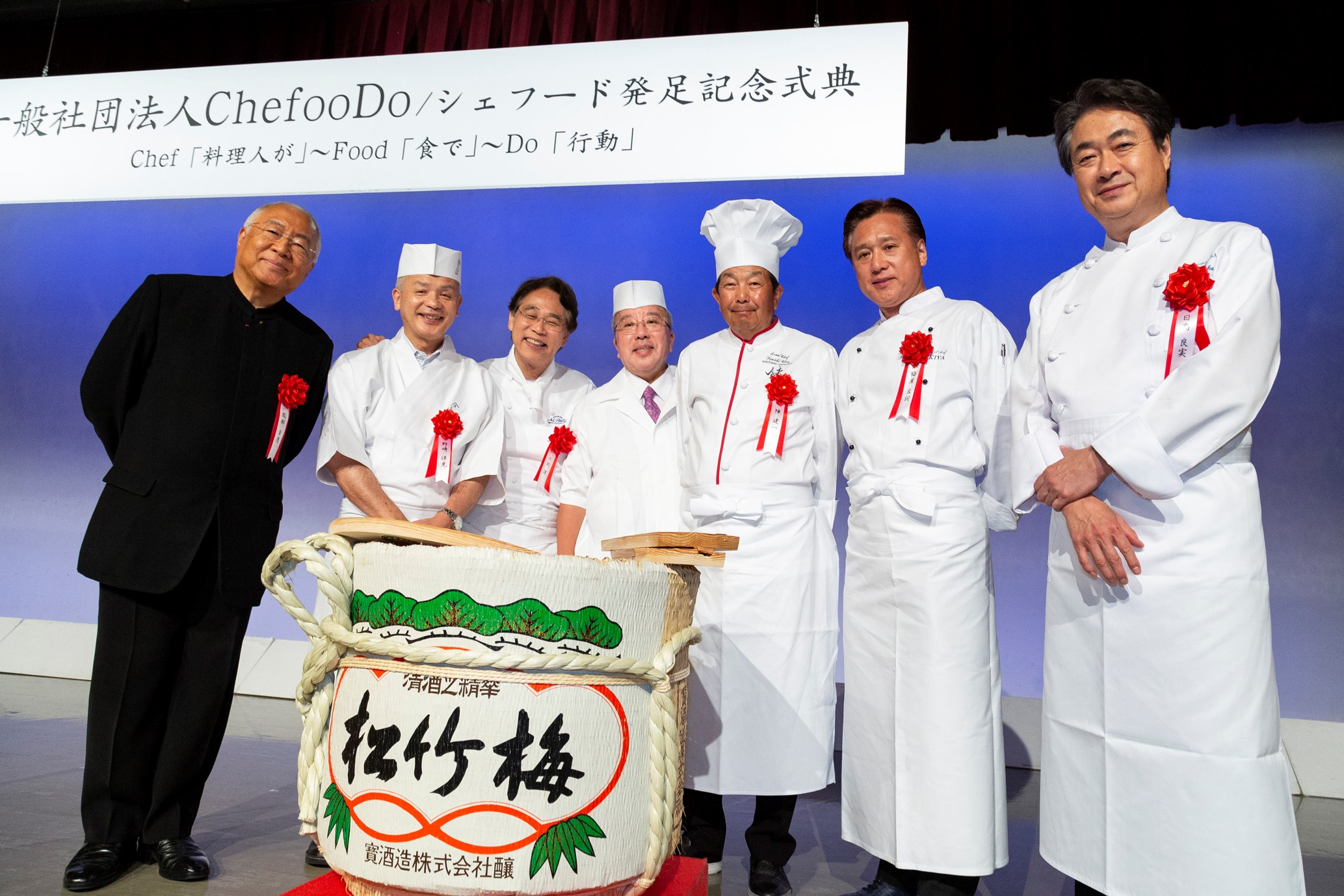
2018年8月10日、ChefooDo発足記念式典にて会長片岡護（左から3人目）、副会長野﨑洋光（左から2人目）、日髙良実（右端）、脇屋友詞（右から2人目）、特別顧問服部幸應（左端）、陳建一（右から3人目）と

大学卒業後、大阪の料亭「高麗橋吉兆」に入門し、3年間の修業の後、築地2丁目の「つきぢ田村」に戻る。調理場に立つ一方、テレビ番組や料理学校の講師、料理本の出版など、一般に向けた食の普及活動も手がけた。また、2002年から東京日本料理業芽生会（3年間）、2006年から全国芽生会連合会の理事長を務めた（2年間）。一般社団法人全日本・食学会理事。
2010年「現代の名工」厚生労働大臣賞受賞。社団法人日本料理研究会師範。
2020年12月22日、急性心不全で死去した。63歳没。
田村の死去後、1946年（昭和21年）創業の「つきぢ田村」は休業となり新型コロナウイルス禍でその状態が続いていたが、建物が建て替えられ2024年（令和6年）3月に親族が4代目として店を引き継いだ。

## 著書

### 単著
- 『隠し包丁』白水社、2000年　のち白水Uブックス
- 『田村隆の和食入門 家庭でできる老舗の味』日本放送出版協会《NHKきょうの料理シリーズ》、2004年
- 『つきぢ田村の隠し味365日』白水社、2007年
- 『日本料理の基本 つきぢ田村三代目の隠し技「味と心」』新星出版社、2009年
- 『ご飯が炊けるまでに一汁三菜 つきぢ田村に学ぶ魚と和食の基本』実業之日本社、2010年
- 『返し包丁』白水社、2013年
- 『日本料理季節の煮物入門関東仕立て 野菜・魚・肉・乾物87品 仕上がりを変える下ごしらえと秘伝の出汁』誠文堂新光社、2014年

### 共著
- 『季節の食材3人のプロはこう料理する』（陳建一・中川麻里生と共著） 女子栄養大学出版部《『栄養と料理』クッキングブック》、1995年
- 『つきぢ田村のご飯12か月 プロの味づくり』（勝田信と共著）旅行読売出版社(発売)、1996年
- 『一流料理人のおうちレシピ』（佐竹弘・河田吉功と共著）角川SSコミュニケーションズ、2009年